# Demokratyczna Mołdawia
Demokratyczna Mołdawia – były sojusz wyborczy działający na terenie Mołdawii na którego czele stał Serafim Urecheanu. W skład bloku wchodziły następujące partie:
- Partia Sojusz Nasza Mołdawia
- Demokratyczna Partia Mołdawii
- Partia Socjal-Liberalna

W wyborach parlamentarnych w 2005 roku, sojusz zdobył 28,4% głosów, co pozwoliło na wprowadzenie 34 członków sojuszu do parlamentu. Po wyborach blok się rozpadł, a partie go tworzące powróciły do własnych struktur, które obowiązywały przed powstaniem sojuszu.